# Scoglio del Monacone
Lo scoglio del Monacone è un'isola dell'Italia, situata nei pressi dell'isola di Capri, in Campania. Geologicamente, è la prosecuzione della vicinissima penisola sorrentina.

## Descrizione
Il nome è correlato alla foca monaca mediterranea, presente nelle acque dell'isola fino al 1904 quando l'ultimo esemplare fu ucciso a Palazzo a Mare.
In passato era più facile accedere all'isolotto poiché vi era un passaggio nella roccia successivamente crollato.
Sullo scoglio sono presenti delle mura di epoca romana, considerate - senza ragione - i resti della tomba di Masgaba, l'architetto dell'imperatore Augusto. Altre teorie ipotizzano trattarsi di vasche per salare il pesce oppure un recinto per allevare conigli che, pare, abbondassero nell'Ottocento.
Sia sul Monacone che sui vicini Faraglioni, come pure sulla costa dell'insenatura del porticciolo di Tragara, si notano i segni di un precedente livello di spiaggia che si attestano a circa 9 metri al di sopra l'attuale livello del mare.

## Fauna
Tra le specie faunistiche diffuse sullo scoglio, si distingue la lucertola azzurra, specie endemica anche sui vicini Faraglioni.